# Antonio Botta
 Antonio Botta  (San Pablo, 10 de diciembre de 1896 - Buenos Aires, 10 de mayo de 1969) fue un dramaturgo y guionista nacido en Brasil y nacionalizado argentino, donde realizó una extensa carrera artística.

## Carrera profesional
En 1926 fue su primer estreno con el sainete ‘’Falucho” en el Teatro Porteño, por la compañía de Luis Arata. A partir de allí fueron numerosos los títulos que subieron al escenario, en todos los géneros, la revista sobre todo, algunos con la colaboración autoral de su hermano Américo, Luis César Amadori, Ivo Pelay, José González Castillo, Vicente Cotal, Elías Alippi, Carlos Osorio, Antonio De Bassi, entre otros, y la colaboración musical de Antonio y Arturo de Bassi, Francisco Lomuto y Francisco Canaro. 
Para el cine escribió diversos guiones –varios en colaboración con Luis César Amadori y dirigidos posteriormente por este- incluyendo el de Puerto Nuevo, película de 1936 en la cual se mostraba por primera vez en cine una Villa Miseria y dirigió sin mucha fortuna Bartolo tenía una flauta con Luis Sandrini. También escribió libretos de radio y algunas canciones.
Con música de Francisco Lomuto escribió el tango Si soy así, que grabó Gardel y la marcha La canción del deporte, dos temas muy difundidos. Con Lomuto hizo en 1947 una gira por España.

## Teatro
- Se casa la trotamondos (con Antonio Molinari)
- Que lindo es casarse!		(con Américo Botta)
- Muerte rea!
- Duraznito de la Virgen
- Qué luna de miel, mamita!
- San Cristóbal Colón y el otro...
- El cañón catalán
- La Parada 33
- Knock – Out con Antonio de Bassi
- Gringo, pero buen sastre	(con Américo Botta)
- Veranito de San Juan	(con Vicente Cotal)
- El mercado de Abasto	(con Antonio Molinari Lopardi)
- ¡A divertirse muchachos!,
- ¡Esto es Buenos Aires!,
- ¡Qué lindo es casarse!,
- Sardina que lleva el gato!,
- Argentinas en Sevilla
- La patria del tango
- Gramilla brava
- La solterona del barrio
- El vuelo de la cigüeña
- El sinvergüenza Público N° 1
- El cantar de los tangos
- ¡Que pena me da el finao!
- Cocktail San Martín
- El sueño del peludo
- La cosa es no trabajar
- La mujer es peligrosa
- ¡Todo por casarme en martes!
- Pabellón N° 4
- ¡No se jubile don Pancho!
- Las andanzas de un ropero
- Fascismo casero.
- El vivo vive del zonzo (con Marcos Bronenberg)

## Filmografía
Guionista
- Santa Cándida (1945)
- Napoleón (1941)
- La hora de las sorpresas (1941)
- La mujer y el jockey (Hipódromo)  (1939)
- Chimbela (1939)
- 24 horas en libertad (1939)
- Palabra de honor (1939)
- El canillita y la dama (1939)
- Maestro Levita (1938)
- El pobre Pérez (1937)
- Puerto Nuevo (1936)

Director
- Bartolo tenía una flauta (1939)

## Letras de piezas musicales
- Ay mi nena (Vals)
- Callecita de mi novia (Tango)
- Canillita canillita (Tango)
- Dice una canción (Tango)
- La canción del deporte (Marcha)
- Papanata - (versión femenina) (Tango)
- Papanata - (versión masculina) (Tango)
- Propina (Tango)
- Si soy así (Tango)